# Anomophysis soembensis
Anomophysis soembensis är en skalbaggsart som beskrevs av Reé Michel Quentin och Jean François Villiers 1981. Anomophysis soembensis ingår i släktet Anomophysis och familjen långhorningar. Inga underarter finns listade i Catalogue of Life.